# カリフォルニア天文学研究協会
カリフォルニア天文学研究協会（－てんもんがくけんきゅうきょうかい　英：California Association for Research in Astronomy）とは、W.M.ケック財団からの資金提供により建設された、W・M・ケック天文台の運営を行う学術研究機関。

## 概要
ケック天文台の建設と運用を円滑に推進するために、カリフォルニア工科大学とカリフォルニア大学によって1985年に設立された。1996年にはアメリカ航空宇宙局が参加した。
協会の資金は、天文台を活用し占有観測を行う際に支払われる占有観測費の他、NASAやジェット推進研究所などからの資金提供によってまかなわれている。事務局は、アメリカ合衆国ハワイ州ハワイ島のカムエラにあり、占有観測の予約などの業務を行っている。米国の場合には、財団や基金などの私的な機関が大学や研究機関などに資金提供を行い、実験装置や天体観測装置などを建設し、その運用を行う研究機関が設立される場合が多い（例：ハッブル及びミルトン・ヒューメイソンが宇宙膨張を発見した、ウィルソン山天文台フッカー望遠鏡など）。
国立の観測所であるアメリカ国立電波天文台やアメリカ国立光学天文台などの場合には、米国国立科学財団によって運営が行われる。

## 次世代計画
現在、カリフォルニア天文学研究協会では、米国国立科学財団と共同で、TMT計画（想定口径:30m）を推進しているところであり、2005年には実現が危ぶまれたが、大統領令によって開発・調査費の計上が認められ、現在実現に向けて計画を推進しているところである。

### 運営機関
- カリフォルニア工科大学
- カリフォルニア大学
- アメリカ航空宇宙局

### 観測装置
- W・M・ケック天文台

### 次世代計画
- TMT計画